# Circondario di Ansongo
Il circondario di Ansongo è un circondario del Mali facente parte della regione di Gao. Il capoluogo è Ansongo.

## Geografia antropica

### Suddivisioni amministrative
Il circondario di Ansongo è suddiviso in 7 comuni:
- Ansongo
- Bara
- Bourra
- Ouattagouna
- Talataye
- Tessit
- Tin-Hama